# Eva Scherbarth
Eva Scherbarth (* 1929) ist eine deutsche Autorin und Illustratorin von Kinderbüchern.
Scherbarths erste Veröffentlichung mit dem Titel Großvater Rotbart erschien 1968 als Bilderbuch im Oldenburger Verlag Gerhard Stalling und wurde bald darauf auch als Grandfather Ben (Übersetzung Francis Uhlman) ins Englische übertragen. Danach kamen alle Bilderbücher beim Ravensburger Verlag heraus. 
Bekanntheit erlangte sie mit ihren Wimmelbilderbüchern. Seit den 1970er Jahren erschienen die Bücher „Das sind wir“, „Beim Arzt“ und „Wir fahren hinaus“ und zahlreiche andere (s. u.). Zum Teil erreichten diese Werke über 20 Auflagen (Beispiele: Komm heraus und spiel mit uns 28 Auflagen, Beim Arzt 28 Auflagen, Das sind wir 29 Auflagen).
Scherbarth war verheiratet mit dem verstorbenen Berliner Kunstprofessor Günter Scherbarth.

## Werke
Darstellung chronologisch nach Erstauflage, Quelle: DNB
- Großvater Rotbart, 1968 (engl. Grandfather Ben, 1970)
- Auf der Straße ist was los, 1973 (Text: Almut Pahlke)
- Komm heraus und spiel mit uns, 1974
- Das sind wir, 1975
- Beim Arzt, 1976
- Wir machen Ferien, 1978
- Wir fahren hinaus, 1979
- Wir fahren an die See, 1981
- Rotkäppchen, 1983 (Text nach dem Märchen der Brüder Grimm: Ernst A. Ekker)
- Mein großes Bilderbuch, 1985
- Wir fahren aufs Land, 1985
- Sachen suchen, 1987, später: Mein Suchbilderbuch
- Wir fahren mit der Eisenbahn, 1988
- Zirkus, 1990
- Mein großes Bilderbuch vom Zoo, 1991 (franz. Mon plus grand zoo, 1991), später: Mein Zoo
- Schöne Ferien, 1992 (franz. Bonnes vacances!, 1992)
- Jahreszeiten, 1994
- Mein großes Bilder-ABC, 1996
- Komm mit zur Krippe, 1997 (Text: Thomas Erne)
- Komm mit zu uns, 1998
- Mein großes Suchbilderbuch, 2002